# Montaña Oriental
Montaña Oriental és una comarca situada al Nord i Nord-est de la província de Lleó, és al costat de la província de Palència, així com amb les Comunitats Autònomes d'Astúries i Cantàbria. Compta amb 2149,4 km² de superfície, que són el 13,79% del total provincial i es divideix en 21 municipis. També és coneguda pel nom de Muntanya de Riaño.

## Geografia
El mateix nom de la Comarca ens indica ja la seva geografia, que aquesta fortament condicionada per la presència, de vegades aclaparant de la Serralada Cantàbrica, no obstant això es poden distingir dues zones: 
- Valls de Curueño, Porma, Esla, i Cea.
- Pics d'Europa

## Comarques Tradicionals
- Tierra de la Reina
- Valdeburón
- Valdelugueros
- Valdeón
- Sajambre

## Municipis
| Nom               | Pob. (2007) |
| ----------------- | ----------- |
| Acebedo           | 278         |
| Boca de Huérgano  | 604         |
| Boñar             | 2.182       |
| Burón             | 378         |
| Cistierna         | 3.850       |
| Crémenes          | 761         |
| La Ercina         | 618         |
| Maraña            | 164         |
| Oseja de Sajambre | 285         |
| Posada de Valdeón | 543         |
| Prioro            | 420         |
| Puebla de Lillo   | 724         |
| Reyero            | 124         |
| Riaño             | 540         |
| Sabero            | 1502        |
| Valdelugueros     | 467         |
| Valdepiélago      | 451         |
| Valderrueda       | 1.058       |
| La Vecilla        | 450         |
| Vegaquemada       | 471         |
| Total             | 15.870      |